# 吉林亿联银行
吉林亿联银行股份有限公司（簡稱：亿联銀行）是由中发金控投资管理有限公司、吉林三快科技有限公司联合发起的中華人民共和國境內的第五家民營銀行，也是吉林省和东北地区的首家民營銀行，也是国内第四家获准开展线上信贷业务的互联网银行。

## 曆史沿革
- 2016年12月16日，經中國銀監會批准籌建吉林亿联銀行。[3]
- 2017年5月16日，正式對外營業。[4]